# Qualea multiflora
Qualea multiflora là một loài thực vật có hoa trong họ Vochysiaceae. Loài này được Mart. miêu tả khoa học đầu tiên năm 1826.